# Lycodon zoosvictoriae
Lycodon zoosvictoriae (вовкозуб зоопарку Вікторії) — вид змій з роду Вовкозуб родини вужеві. Названо на честь дослідників із зоопарку Вікторія у Мельбруні.

## Опис
Загальна довжина сягає 50 см. Спостерігається статевий диморфізм: самець значно більше за самицю. Голова невеличка, звужена, шийне перехоплення слабко виражене. Зіниця ока вертикально-еліптична. Верхньощелепна кістка сильно вигнута й має 1 пару великих іклів попереду. Тулуб циліндричний та дещо сплощений, вкритий 17—19 рядками гладенкої луски.
Має незвичайну розмальовку для свого роду, яка допомагала йому сховатися. Забарвлено у світло-коричневий колір з довільно розкиданими темно-коричневими плямочками.

## Спосіб життя
Мешкає у рясних тропічних лісах у гірській місцині. Доволі потайлива змія. Живиться переважно ящірками, інколи жабами. Може під час полювання застосовувати зуби, для «викопування» здобичі зі схованок.
Розмноження відбування під час мусонів. Самиця відкладає від 4 до 11 яєць. Дитинчата з'являються через 3 місяці завдовжки 14—19 см.

## Розповсюдження
Є ендеміком гори Кардамон (Камбоджа).